# Илинден (мемориал)
Вижте пояснителната страница за други значения на Илинден.
„Илинден“, наричан още Македониум (на македонска литературна норма: Споменик „Илинден“ или Македониум), е мемориален комплекс във височините Гуменя над Крушево, Северна Македония.
Открит е на 2 август 1974 година, когато се навършват 30 години от основаването на АСНОМ и 71 години от началото на Илинденското въстание. Архитекти на мемориала са Йордан Грабуловски и Искра Грабуловска, проектирали го на 12 хектара площ, в центъра на който има крипта. Там са пренесени костите на Никола Карев, има и бюст на Тоше Проески.

## Галерия
- Счупването на веригите, символ на свободата
- Крипта
- Амфитеатър
- Амфитеатър и Македониум
- Вътрешността на паметника
- Вътрешността на паметника